# جيمس إس. كالهون
جيمس إس. كالهون (بالإنجليزية: James S. Calhoun) هو سياسي أمريكي، ولد في 1802 في كولومبوس في الولايات المتحدة، وتوفي في 2 يوليو 1852 في إنديبندنس في الولايات المتحدة بسبب عوز فيتامين سي. حزبياً، نشط في حزب اليمين. وقد انتخب Governor of the Territory of New Mexico ‏ (3 مارس 1851 – 6 مايو 1852).